# The Twin's Double
The Twin's Double est un film muet américain réalisé par Francis Ford et Grace Cunard, sorti en 1914.

## Fiche technique
- Réalisation : Francis Ford, Grace Cunard
- Scénario : Francis Ford, Grace Cunard (d'après son histoire)
- Chef opérateur : Allen G. Siegler
- Durée : 30 minutes
- Date de sortie : États-Unis : 10 mars 1914

## Distribution
- Francis Ford : Phil Kelly
- Grace Cunard : Lady Raffles
- Eddie Boland : Yenn Kee
- Harry Schumm (en) : 1er détective
- Edgar Keller : 2e détective
- Fred Montague : 3e détective
- Abe Mundon
- Henry Edmondson